# Marne (Holstein)
Marne é uma cidade do distrito de Dithmarschen, no estado de Schleswig-Holstein, Alemanha.